# Smilitarizzazione
La smilitarizzazione o demilitarizzazione è il ritorno agli usi e alle condizioni civili di persone, stabilimenti industriali e luoghi precedentemente destinati ad attività militari, ovvero il loro passaggio dall'amministrazione militare a quella civile. In pratica, la smilitarizzazione comporta la riduzione delle forze armate, degli armamenti, dei veicoli e delle attrezzature militari di una nazione, nonché lo smantellamento o la riconversione di strutture ed insediamenti ad un livello minimo concordato. Normalmente, essa è il risultato di un trattato di pace che fa seguito ad una guerra o ad un conflitto significativo.
La smilitarizzazione fu la politica perseguita da numerosi paesi dopo le due guerre mondiali. Dopo la prima guerra mondiale, ad es., il Regno Unito ridusse notevolmente il suo potenziale militare. Ciò fece sì che il paese si trovasse in una posizione di debolezza durante l'ascesa del regime nazista in Germania e spinse il governo a perseguire inizialmente la cosiddetta politica dell'appeasement.
Casi emblematici di smilitarizzazione possono essere considerate anche le politiche adottate dopo la seconda guerra mondiale dalle forze di occupazione alleate in Germania  i cui eserciti furono smantellati e privati della loro influenza sulla vita pubblica.
La smilitarizzazione può riferirsi anche alla riduzione di uno o più tipi di armi. 
Si può inoltre verificare con riferimento ad un'area specifica. 
Esempi di processi di smilitarizzazione sono, tra gli altri:
- il divieto imposto alla Germania dopo la Seconda guerra mondiale di possedere un'aviazione, veicoli blindati e certi tipi di navi
- la grande riduzione di personale militare nei paesi alleati dopo la Prima guerra mondiale
- il Trattato navale di Washington
- la smilitarizzazione in Germania dopo la Seconda guerra mondiale
- la Convenzione sulle armi chimiche.